# Sorbinian wapnia
Sorbinian wapnia (E203) – organiczny związek chemiczny, wytwarzana syntetycznie sól wapniowa kwasu sorbinowego. Jego skuteczność jest zbliżona do skuteczności kwasu sorbinowego.
Dopuszczalne dzienne spożycie wynosi 25 mg/kg ciała.
Sorbinian wapnia jest stosowany jako konserwant do pieczywa (np. chleba żytniego) serów, twarogów, napojów bezalkoholowych, syropów czekoladowych oraz serników, a także innych przetworów mlecznych. Poza przemysłem spożywczym stosuje się go w niektórych maściach oraz kosmetykach.
U niektórych osób związek ten może wywoływać kontaktową pokrzywkę, reakcje alergiczne, podrażnienia skóry, astmę oraz problemy behawioralne.